# Nyctiophylax banksi
Nyctiophylax banksi är en nattsländeart som beskrevs av Morse 1972. Nyctiophylax banksi ingår i släktet Nyctiophylax och familjen fångstnätnattsländor. Inga underarter finns listade i Catalogue of Life.